# Profeta Jeremías (Donatello)

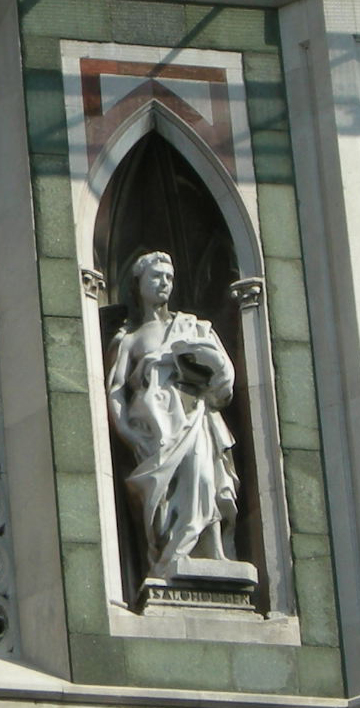
Copia del Jeremías.

El profeta Jeremías es una escultura proveniente de una hornacina del campanario de la catedral Santa María del Fiore de Florencia y realizada por Donatello entre 1427 y 1435. Es de mármol blanco y mide 191 x 45 x 45 cm, se encuentra en el Museo dell'Opera del Duomo (Florencia).

## Historia
La estatua fue la última en ser esculpida de las destinadas al lado norte del campanario, el menos visible porque es el más próximo al muro de la catedral. Ante el resultado del trabajo, los comitentes de la catedral decidieron colocarla en el lado oeste, el más importante y visible ya que es el paralelo a la fachada, lado que también se encuentran las elaboradas por Andrea Pisano y su taller, así como el profeta Habacuc también de Donatello.
Vasari en Le Vite indica como modelo de la obra a Francesco Soderini, un amigo de Donatello. La escultura fue transferida al museo en el año 1937 y sustituida en el campanario por una copia. En el año 2009 ha empezado la restauración de limpieza de la estatua.

## Descripción
El profeta está representado como un hombre de mediana edad, con una cabellera rizada que forma una masa compacta y con una corta barba, el hombro derecho se encuentra descubierto. Respecto a las anteriores obras de Donatello, del lado este del campanario, se nota una significativa intensificación expresiva.
La obra es de una elaboración psicológica con una extraordinaria expresividad del rostro. La cabeza está inclinada para destacar los pliegues amargos de la boca, los labios, las cejas y la cara con los músculos del cuello en tensión. En las características se encuentra una falta de armonía, pero el efecto general es de grandeza y dignidad por la calma que expone y el claroscuro que forman los pliegues de sus vestiduras, consigue cierto movimiento en la parte inferior con el avance de la pierna izquierda.